# 1979 en fantasy
| Années de la fantasy : 1976 - 1977 - 1978 - 1979 - 1980 - 1981 - 1982    |
| Décennies de la fantasy : 1940 - 1950 - 1960 - 1970 - 1980 - 1990 - 2000 |

L'année 1979 a été marquée, en matière de fantasy, par les événements suivants.

## Naissances et décès

### Naissances
- 28 janvier : Aurélie Genêt

## Romans - Recueils de nouvelles ou anthologies - Nouvelles

### Romans
- Chroniques de Thomas l'incrédule : L'Éternité rompue (The Power that Preserves), troisième tome des Chroniques de Thomas Covenant
- L'Histoire sans fin, roman de Michael Ende
- La Main d'Obéron (The Hand of Oberon), quatrième roman du cycle des Princes d'Ambre, écrit par Roger Zelazny
- Les Tambours de Pern, roman d'Anne McCaffrey, appartenant au cycle de la Ballade de Pern

### Recueils de nouvelles
- Le Livre d'or de la science-fiction : La Citadelle écarlate (L'Épopée fantastique - 2)